# Figures muixerangueres
Les figures muixerangueres són el conjunt de figures que es poden fer en la realització d'una muixeranga.

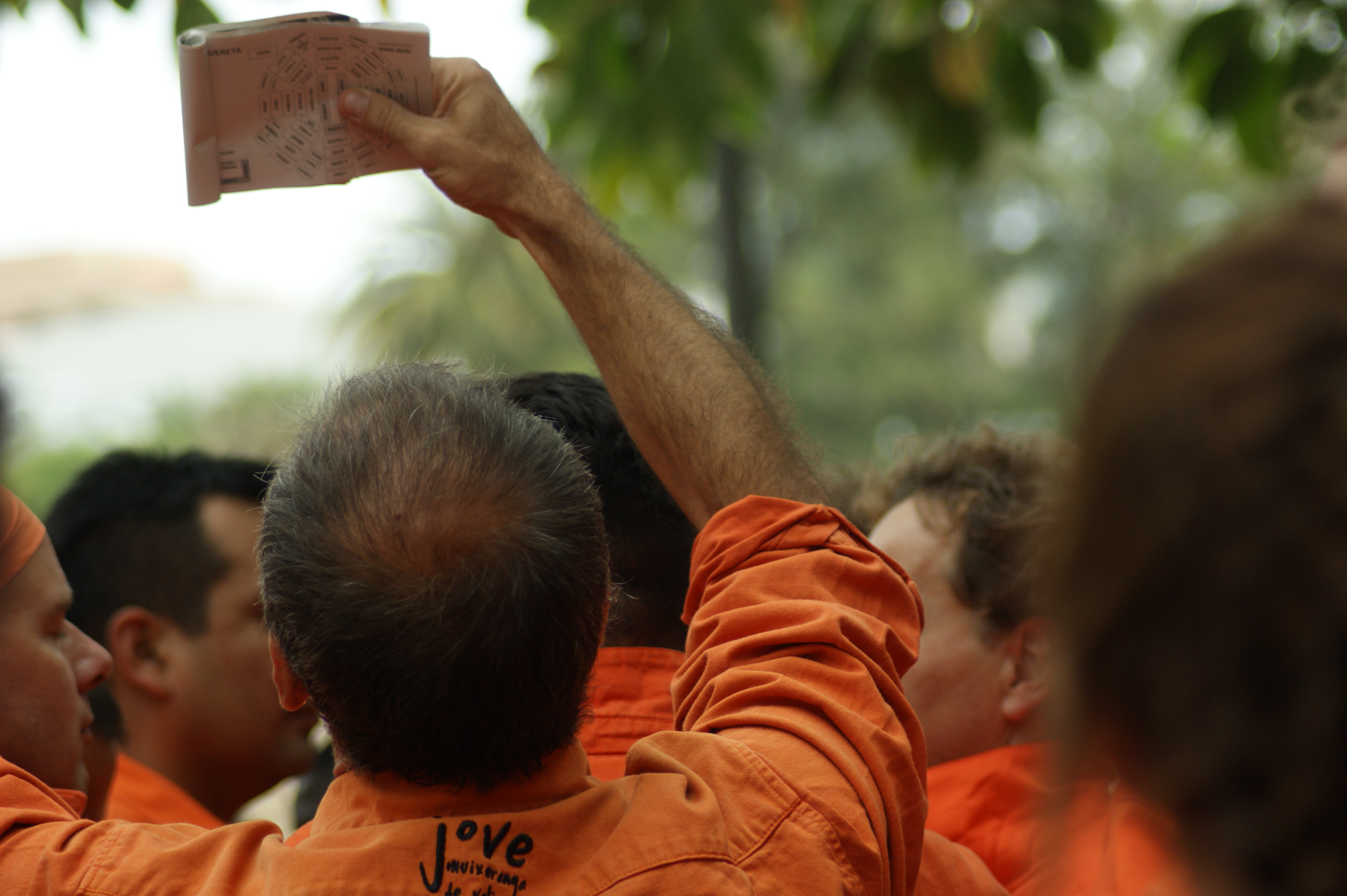
El mestre de la Jove Muixeranga de València munta figura ajudat pel croquis l'any 2019.

Les figures de torres es classifiquen per la seua altura. Hi ha torres de tres, quatre, cinc i sis altures.

## Torres de tres altures
| Nom de la figura     | Descripció | Esquema | Imatge |
| -------------------- | --- | ------- | ------ |
| Remat de la Torreta  | format per dues persones en el primer nivell (bases), un segon i un xiquet o xiqueta (normalment s'explica com 2-1-1). Hi ha una altra versió “sense desplegar” (3-1-1). |         |        |
| Alcoianet            | que pot tindre l'estructura 2-2-1 o 3-2-1. |         |        |
| Castell de Peníscola | (3-3-1). |         |        |
| Peu de la Torreta    | (4-2-1). |         |        |
| Torreta del Forcall  | (5-3-1). |         |        |
| Les agulles          | són d’estructura 8-6-3, però poden ser “ampliades” a 10-8-4. |         |        |
| Piló de Titaigües    | (6-3-1): sobre un cercle de sis dansants, pugen altres tres, i sobre estos un més. A voltes es puja un xiquet (l'angelico) sobre el nivell superior.                     |         |        |

## Torres de quatre altures
| Nom de la figura                                      | Descripció | Esquema | Imatge |
| ----------------------------------------------------- | --- | ------- | ------ |
| Pi de quatre o doble                                  | (1-1-1-1) Les persones que intervenen reben els noms de base, segon, alçadora i xiqueta. |         |        |
| Pi doble aixecat                                      | L'estructura (1-1-1-1) és la mateixa que la del pi doble, però es diferencia pel seu sistema de muntatge. En aquest cas la figura es munta en l'ordre invers a l'habitual. L'alçadora i la xiqueta se situen dins de la pinya, la qual les eleva permetent que la segona hi entre i es col·loque baix. L'operació es repeteix amb la base per aconseguir un pi doble. El desmuntatge es fa pel mateix procediment a la inversa; la base ix i la pinya va baixant successivament la segona, l'alçadora i la xiqueta, que arriben totes dempeus a terra. La pinya té una estructura diferent a la del pi doble estàndard. En lloc de les dues crosses situades als costats de la base, en el pi doble aixecat se situa un contrafort a esquenes de la base. |         |        |
| Branca de Morera                                      | (2-1-1-1).És un pilar de tres alçat sobre dues bases agafades en pom. La figura es munta neta i per tal d'aportar-li estabilitat, un puntal se situa darrere del segon i l'agafa. L'añçadora i la xiqueta pugen a través del puntal. Es tracta del remat de la morera, figura de cinc alçades. |         |        |
| Remat del Micalet                                     | (2-2-1-1). |         |        |
| Torre                                                 | (2-2-2-1). |         |        |
| Remat de la Canya                                     | (3-2-1-1). |         |        |
| Torreta de tres baixos sense desplegar                | (3-3-1-1).L'estructura és molt semblant al remat de l'alta de cinc, però ni l'alçadora ni la xiqueta es despleguen, de forma que completen la figura dretes. La xiqueta pot fer la cameta en acabar el bastiment de la torreta. |         |        |
| Alcoià                                                | (3-3-1-1), que pot ser amb o sense pinet interior. |         |        |
| Castell de quatre amb base de tres                    | (3-3-3-1). |         |        |
| Torreta, amb estructura 4-2-1-1                       | Es despleguen segons, alçador i xiqueta, que pot fer la cameta. La pinya incorpora la posició de colze, que són les persones que agafen pel colze els braços dels qui fan de primeres mans, impulsant les segones quan s'alcen. |         |        |
| L’Encontre                                            | És una figura neta amb estructura 4-2-1-1.Les bases és col·loquen d'una forma peculiar, formant dues parelles de poms de dos. Les segones formen un altre pom de dos, perpendicular als de les bases. L'alçadora i la xiqueta coronen la figura dretes. La xiqueta pot fer la cameta. L'encontre és el remat de la trobada, figura de cinc alçades. |         |        |
| Remat de l’Alta                                       | (4-2-1-1). |         |        |
| Castell amb base de quatre                            | (4-4-2-1). |         |        |
| Torreta sense desplegar                               | (5-3-1-1). |         |        |
| Remat de l’Alta de cinc o Piló de Titaigües de quatre | (6-3-1-1).L'alçadora i la xiqueta es despleguen i la xiqueta pot fer la cameta. És la part superior de l'alta de cinc. Una volta muntada, la figura queda neta perquè la pinya baixa. |         |        |
| Pilotó                                                | L'estructura tradicional era (8-4-2-1), però també pot fer-se (4-4-2-1). Es tracta d'una figura què ja realitzaven les muixerangues de l'època antiga i que va ser recuperada per Conlloga Muixeranga de Castelló. Una particularitat significativa del pilotó és que no té alçadora, sinó que la xiqueta puja sobre el pom de dos dels terços. |         |        |

## Torres de cinc altures
| Nom de la figura                 | Descripció | Esquema | Imatge |
| -------------------------------- | --- | ------- | ------ |
| Pi de cinc                       | (1-1-1-1-1) es fa des de 1995. |         |        |
| Micalet                          | (2-2-2-1-1) va ser presentat en 2004 per la Muixeranga d’Algemesí. |         |        |
| Torre de Cinc de la Safor        | (3-3-2-1-1) va ser bastida per primera volta per la Muixeranga de la Safor en una visita a Itàlia en 2007. |         |        |
| Castell dels Locos d’Olleria     | (3-3-3-2-1), bastit per primera volta en 2007. |         |        |
| Castell de cinc amb base de tres | (3-3-3-3-1) va ser realitzada per la Nova Muixeranga d’Algemesí en 2003, com un desenvolupament del castell de quatre. |         |        |
| Morera                           | (4-2-1-1-1) va ser bastida per primera volta en 1995, per la Muixeranga d’Algemesí. Combina la part baixa d’una torre (4-2) amb l’alta d’un pinet (1-1-1). |         |        |
| Canya                            | (4-3-2-1-1). |         |        |
| Alta clàssica                    | Figura de cinc alçades en la qual alçadora i xiqueta coronen la figura dretes i sense desplegar-se, i la xiqueta pot fer la cameta. Coincideix amb els cinc pisos superiors de l'Alta de Sis. (4-4-2-1-1)                                                              |         |        |
| Xopera                           | Alta clàssica amb sis bases (6-4-2-1-1) |         |        |
| Tomasina                         | (4-4-2-1-1), apareguda en 1995 i que va substituir l’Alta clàssica dins del repertori muixeranguer. El nom de Tomasina és un homenatge a Tomàs Pla, qui va ser mestre de la Muixeranga d’Algemesí per 25 anys.                                                         |         |        |
| Castell de la Safor              | (4-4-4-2-1) que pot ser amb o sense agulla. |         |        |
| Alta de cinc.                    | Originàriament es feia amb 8 bases per la Muixeranga de Carcaixent, que l’anomenava Campanar. Però en desaparèixer, s'adoptà l'estructura 6-6-3-1-1. A més pot fer-se amb un pi doble interior. L'alçadora i la xiqueta es despleguen, i la xiqueta pot fer la cameta. |         |        |
| Trobada                          | (6-4-2-1-1). Originàriament era 8-4-2-1-1. Va ser creada per Raül Sanxís per a la Nova Muixeranga d’Algemesí amb ocasió de la Trobada de Torres Humanes de 2000. L'estructura sembla alçar-se amb dos troncs que s'uneixen.                                            |         |        |

## Torres de sis altures
| Nom de la figura | Descripció | Esquema | Imatge |
| ---------------- | --- | ------- | ------ |
| Alta de sis      | (6-6-4-2-1-1), que també es fa 8-6-4-2-1-1. La primera de la història la va alçar la Muixeranga d'Algemesí el 1999, establint un rècord muixeranguer. |         |        |
| Dolçaina         | (6-4-3-2-1-1)També es fa amb 4 bases. Esta figura, més complicada i esvelta que l'alta de sis, va ser coronada en 2004 per la Nova d'Algemesí.        |         |        |

## Combinacions de pinets
| Nom de la figura              | Descripció | Esquema | Imatge |
| ----------------------------- | --- | ------- | ------ |
| Tirereta                      | formada por pinets de dos que caminen formant una o vàries fileres. |         |        |
| Camí de gegantets             | Es tracta d'una figura de moviment que serveix per entrar a una plaça o durant una cercavila. Els pinets formen dues fileres, què poden estar encapçalades per pilars de tres. Caminen en línia recta fins un punt determinat. Normalment s'acompanya amb música de cercavila. |         |        |
| Passeig de gegantets          | ball de quatre (o més) pinets de dos. La figura es troba a diverses localitats, com Peníscola o el Forcall. Algunes voltes es munten pinets de tres o quatre altures, particularment al principi o final d’una actuació. Per a quatre pinets, es col·loquen enfrontats dos a dos. Al final del ball, els pinets giren ficant-se cara al públic i les bases fiquen un genoll a terra. |         |        |
| Guionet                       | un pinet de dos, un de tres i un altre de dos (P2-P3-P2), sovint caminats. |         |        |
| Guió                          | és semblant al guionet, però amb una altura més (P3-P4-P3). |         |        |
| Font                          | un pinet de tres envoltat de quatre pinets de dos, davant dels quals es fiquen els “xorros”, formats cadascun d’un per muixerangues a quatre grapes i, damunt d’ell, un altre de panxa enlaire. La figura té una interpretació religiosa, relacionada amb la Fons Salutis. |         |        |
| Retaule                       | (P2-P3-P2-P3-P2), va ser inventat en 1997 mitjançant la combinació de dos guionets.El nombre de pinets i pilars de tres pot variar, però la col·locació és sempre en filera simètrica i tots mirant en la mateixa direcció. Així la Jove Muixeranga de València ha fet servir l'estructura (P2-P3-P2-P3-P2-P3-P2).                                                                   |         |        |
| Palmera                       | quatre pinets de tres quasi junts, orientats cadascun a un punt cardinal. |         |        |
| Palmerar                      | Està format per vuit pilars de tres, amb mans per davant i per darrere. Es col·loquen formant un quadrat, dos en cada costat. Els pilars miren cap a fora del quadrat. Estructura: P3 (x8). |         |        |
| Altar                         | (1-P2-P3-P4-P3-P2-1).És una combinació de pins dobles, pilars de tres i pinets. La quantitat d'elements pot variar, sempre que el central siga més alt que els dels costats, que els elements formen una filera uns al costat dels altres, i que la disposició siga simètrica. |         |        |
| Ventall                       | (P2-P3-P4-P4-P3-P2). Els pilars es col·loquen en una filera simètrica, amb els pins dobles al centre i en ordre decreixent als costats van els pilars de tres i els pinets. |         |        |
| Vano de cinc aixecat per sota | (P4-P5-P4). |         |        |
| Senieta                       | P3 rodat, quatre P3 caminats, quatre acompanyants. És una versió reduïda de la sénia. Estructura: P2 (x4) + P3 |         |        |
| Sénia                         | Alçada per primera volta en 1996: P4 rodat, quatre P3 i quatre P2 caminats i quatre acompanyants. Al centre hi ha un pinet doble, al voltant del qual es formen quatre braços, cadascú amb un pinet de tres, un de dos i un acompanyant que fa de guia. Tota la figura roda al voltant del pinet del mig, el qual roda sobre si mateix. Estructura: P2 (x4) + P3 (x4) + P4           |         |        |
| Aranya                        | P4 rodat, vuit P3 caminats, vuit P2 caminats i vuit acompanyants. |         |        |

## Altres figures
| Nom de la figura             | Descripció | Esquema | Imatge |
| ---------------------------- | --- | ------- | ------ |
| Volatinera o Figuereta       | (5-3-1, 3-2-1 o 2-2-1). Al damunt de cinc bases pugen tres muixeranguers i al tercer pis puja un altre fent la figuereta.Hi ha una versió amb estructura (6-3-1). La persona que fa la figuereta recolza el cap sobre l'esquena del trípode, què és la persona que se situa en el centre del pom de tres segons. |         |        |
| Volatinera gran. Volantinera | (6-6-3-1). Es una volatinera de quatre altures, originalment feta per la Muixeranga d’Algemesí. A més d'afegir un pis més a la figuereta, al segon pis s'incorpora un puntal darrere de les dues segones que estan baix del trípode, per facilitar que la volantinera llisqués cap per avall pel pendent de la seua esquena i acabe la baizada fent un volantí. |         |        |
| Alcoià en figuereta          | (3-3-2-1). |         |        |
| Tub                          | 4-4-4 amb pinet de 3 interior. |         |        |
| Marieta                      | (4-4-1), Mitja Maria (2-2-2-1) i Maria alta (4-4-4-1, pot fer-se amb pi de 4 interior). Té un sentit religiós vinculat a l’assumpció. La popularitat d’esta família de figures ve del fet que permeten la participació de xiquets del públic. |         |        |
| Campana                      | (4-3-1). Quatre balladors formen la base fent un cercle agafats per l'esquena. Damunt pugen tres més, també agafant-se per l'esquena. Un xiquet pujat al capdamunt i es posa dret amb els braços oberts. De vegades, en baixar un xiquet, hi pujaven un altre del públic.És una figura pròpia dels Negrets de l'Alcúdia i per això la seua música pròpia és el "Ball dels Negrets de l'Alcúdia". Es construeix sense pinya. En baixant, la xiqueta es penja per l'interior de les tres segones, imitant el batall d'una campana. Després les tres segones també baixen per l'interior. |         |        |
| Oberta                       | és un pinet de tres amb dos xiquets que s'agafen de les mans de l’alçador i finquen un peu al muscle de la base. |         |        |
| Oberta gran                  | 2-1-1-1, amb dos xiquets que s'agafen de les mans de l’alçador. Hi ha constància gràfica de que en 1934 la Muixeranga d’Algemesí va bastir-la a València. |         |        |
| Donatina o Alcoiana          | (4-2-2-1-1). |         |        |
| Cinc d’oros                  | cinc torretes, o quatre torretes i una Tomasina o una Morera. Quatre torretes formen un quadrat, i la cinquena (o tomasina o morera) es fiquen al mig. |         |        |
| Quatre en un peu             | (1-2-1).Les segones, assegudes amb les cames obertes sobre el muscle de la base, s'agafen en pom de dos. Damunt puje una xiqueta. Totes tres queden suportades per la base, ja que tot i que es munta amb pinya i dues crosses, quan la figura queda coronada estes es retiren. |         |        |
| Cinc en un peu               | (1-2-1-1). Un forçut se situa a la base, amb dos muixeranguers asseguts a les espatles, damunt dels que es puja un alçador amb un xiquet. Es fa amb una mica de pinya, però en arribar a dalt el xiquet, la pinya s'apona i la figura queda a la vista. La xiqueta pot fer la cameta. |         |        |
| Banc                         | És semblant al cinc en un peu però el forçut de la base és un muixeranguer situat panxa enlaire, aguantant-se amb els braços estirats enrere i amb les cames doblegades.La persona que fa de banc pot recolzar la zona lumbar sobre la cama d'una altra persona -anomenada el genoll- situada en angle recte (posició del cavaller). Sobre la base se situen les segones formant un pom de dos, i sobre aquestes pugen l'alçadora i la xiqueta, la qual pot fer la cameta. L'estructura és (1-2-1-1).                                                                                  |         |        |
| Torre de la bóta             | (4-2-1). |         |        |
| Enterro                      | Es forma amb un gran nombre de muixeranguers asseguts o drets damunt dels seus companys. Alguns porten un muixeranguer estirat, fent de mort. Pot representar l'enterrament (dormició) de la Verge Maria, però pot interpretar també la mort d’un muixeranguer o una paròdia d’enterrament. |         |        |
| Foradada o Reverència        | S'executa mitjançant un pinet. És un exercici de concentració i equilibri durant el qual es realitzen diversos moviments -fer la cameta, agenollar-se, poser-se dret, girar- que obliguen a que la base deixe d'agafar al company. |         |        |